# Barañáin
Barañáin ist eine Gemeinde in Navarra in Spanien. Barañáin hat 19.606 Einwohner (Stand: 2024) und ist damit der viertgrößte Ort von Navarra.

## Geographie
Barañáin befindet sich am Stadtrand von Pamplona, im Pamplona-Becken und 5 km westlich der Innenstadt von Pamplona, und ist Teil des Ballungsraums von Pamplona. Die Gemeinde liegt auf einer Hochebene, die von den Flüssen Arga und Elorz umgeben ist. Der Arga definiert den größten Teil der nördlichen Gemeindegrenze, während der Fluss Elorz, der nach Süden fließt, auf den letzten fünfhundert Metern vor seiner Mündung als Grenze dient.

## Partnerstädte
- Caimito,  Kuba